# Pelayang Raya
Pelayang Raya is een bestuurslaag in het regentschap Sungai Penuh van de provincie Jambi, Indonesië. Pelayang Raya telt 1978 inwoners (volkstelling 2010).